# Cecilie Thomsen
Cecilie Thomsen, née le 29 octobre 1974 à Bogø, est une actrice et mannequin danoise.

## Filmographie
- 1997 : Demain ne meurt jamais
- 2002 : Der er en yndig mand